# Медаль «За отвагу» (ПМР)
Меда́ль «За отва́гу» — одна из наград Приднестровской Молдавской Республики. Была учреждена 28 марта 2013 года.

## История
Медаль была учреждена Указом Президента ПМР № 138 от 28 марта 2013 года. Первое награждение медалью состоялось 29 августа 2014 года, тогда награду вручили полковнику Министерства обороны ПМР — Сметане Александру Аркадьевичу.

## Статус
Медалью награждаются военнослужащие армии, юстиции, сотрудники органов государственной безопасности и внутренних дел и другие граждане Приднестровской Молдавской Республики, а также граждане других государств.
Награждение медалью производится за личное мужество и отвагу, проявленные:
- при выполнении специальных заданий по обеспечению государственной безопасности Приднестровской Молдавской Республики;
- при исполнении воинского, служебного или гражданского долга,
- защите конституционных прав граждан и при других обстоятельствах, сопряженных с риском для жизни.

Также награждение может быть произведено посмертно.

## Описание

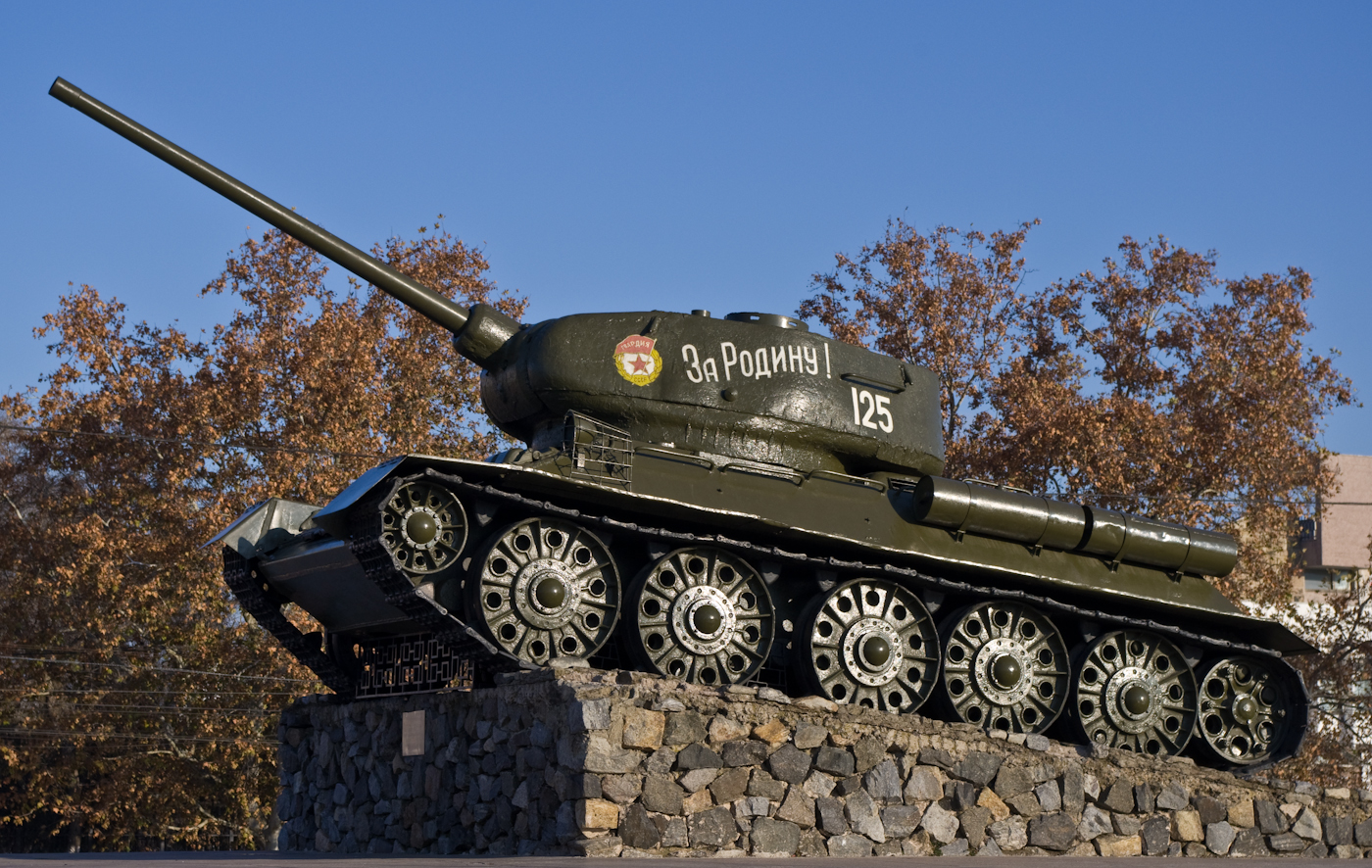
Танк Т-34-85 на Мемориале Славы в Тирасполе, изображённый на лицевой стороне медали

Медаль «За отвагу» Приднестровской Молдавской Республики была основана на дизайне аналогичной советской награды — медали «За отвагу» (СССР).
Медаль изготавливается из серебра, весом 16,0 грамм. Имеет форму круга диаметром 32 мм с выпуклым бортиком с обеих сторон.
На лицевой стороне медали, в верхней части надпись «ЗА ОТВАГУ», а в нижней — «ПМР», высота букв — 5,0 мм. В центре медали, между надписями, изображён танк Т-34-85 на пьедестале (установленный на Мемориале Славы в Тирасполе). Буквы надписи вдавленные и покрыты красной полупрозрачной эмалью.
На оборотной стороне расположена надпись «ПРИДНЕСТРОВСКАЯ МОЛДАВСКАЯ РЕСПУБЛИКА», высота букв — 2,0 мм. В центре медали расположены надписи «РОДИНА» «ДОЛГ ЧЕСТЬ», высота букв — 4,0 мм. Также в верхней части находится изображение пальмовой ветви, в нижней части — дубовая ветвь и лента с изображением Государственного флага Приднестровской Молдавской Республики. Изображение Государственного флага ПМР сделано цветным, в соответствии с оригинальными цветами флага, и покрыто полупрозрачной эмалью.
Медаль при помощи ушка и кольца соединяется с пятиугольной колодкой, обтянутой шёлковой муаровой лентой серого цвета с двумя синими полосками вдоль краёв. Ширина ленты — 24 мм, ширина полосок — 2 мм.

## Правила ношения
Медаль носится на левой стороне груди и при наличии орденов и других медалей располагается после медали «Защитнику Приднестровья».

## Награждённые
См.: Категория:Награждённые медалью «За отвагу» (ПМР)